# El castigo de Ticio (Miguel Ángel)
El castigo de Ticio es un dibujo del artista del Renacimiento italiano Miguel Ángel.

## Descripción
El dibujo muestra al personaje mítico Ticio atado sobre una gran roca; en la parte superior de la roca parece haber una especie de planta o tronco de árbol con raíces. El tronco parece tener un rostro humano de perfil con la boca totalmente abierta como si estuviera gritando. La roca es el único indicio de una ubicación, ya que el primer plano y el fondo permanecen en blanco excepto por una línea de horizonte. El cuerpo de Ticio está retorcido con la cabeza hacia atrás, mientras que su brazo derecho está atado por encima de la cabeza y su brazo izquierdo se supone que está atado por la cadera porque la mano real no es visible; la pierna derecha de Ticio está plana mientras que la izquierda está levantada en un ángulo de un grado. Encima de Ticio hay un buitre del tamaño de un humano. El buitre se inclina sobre el cuerpo retorcido de Ticio con su ala casi completamente extendida a ambos lados y su cabeza acercándose a la sección media de Ticio.

## Tommaso dei Cavalieri
El dibujo de Ticio es uno de los varios dibujos de presentación que Miguel Ángel regaló a Tommaso dei Cavalieri. Cavalieri era un joven noble romano que se convirtió en un amigo muy cercano de Miguel Ángel desde 1532 hasta la muerte de Miguel Ángel en 1564.
La relación entre los dos hombres ha sido analizada por los estudiosos debido al gran volumen de correspondencia entre ellos. Miguel Ángel escribió muchas cartas a Cavalieri junto con la poesía y los dibujos anteriormente mencionados. En los numerosos sonetos que escribió a Cavalieri, Miguel Ángel se refirió al "amor inconmensurable" que sentía por el joven noble; incluso utilizó el nombre de Cavalieri en un juego de palabras para describir sus afectos afirmando: "Estoy prisionero de un caballero armado".

## Posible homoerotismo
Los dibujos que Miguel Ángel creó para Cavalieri eran obras de arte completas y acabadas. Miguel Ángel le entregó el primer conjunto de dibujos en 1532. Esta agrupación está formada por los dibujos Ticio y Ganímedes. Los estudiosos han interpretado que los dos dibujos de esta agrupación tienen un trasfondo homoerótico. Por ejemplo, el personaje de Tityus de la mitología intentó violar a Leto, la madre de Apolo. Para su castigo, Tityus fue encadenado a una roca en Hades para que dos buitres pudieran picotear eternamente su hígado. En este marco, el dibujo podría interpretarse como una representación de la añoranza y de un amor que nunca se realizará. Dado que el hígado es continuamente picoteado sólo para volver a crecer por toda la eternidad y que el hígado es a menudo referido como el "asiento de las pasiones", la escena podría referirse al amor no correspondido de Miguel Ángel por Cavalieri.
Una interpretación homoerótica similar podría hacerse para el dibujo de Ganímedes. En la mitología, Ganímedes era un copero de Zeus. Zeus cayó en tal lujuria por el joven copero que adoptó la forma de un águila para arrastrar a Ganímedes al Monte Olimpo para estar con él. En este contexto, Ganímedes podría representar al joven Cavalieri y el águila podría representar al maduro y prepotente Miguel Ángel. La escena podría ser una representación visual del deseo físico de Miguel Ángel por Cavalieri.
Tendría sentido que Miguel Ángel utilizara estos dibujos, sonetos y cartas para profesar sus afectos debido al estigma social que conlleva la homosexualidad. A pesar de que en Florencia había una comunidad homosexual prevalente, la fe de Miguel Ángel no le permitía ser abierto sobre su sentimiento por el joven noble. Además, Miguel Ángel había sido acusado en numerosas ocasiones de tener aventuras con otros jóvenes. Los dibujos homoeróticos podrían haber sido una forma de que Miguel Ángel expresara sus sentimientos fuera del ojo público y lejos de las habladurías.

## Posible fin didáctico
Otra interpretación de este grupo de dibujos es que fueron didácticos y creados con el fin de enseñar a Cavalieri a dibujar. Esta interpretación se deriva de un comentario de Vasari según el cual Cavalieri recibió estas obras "porque estaba aprendiendo a dibujar". Además, en el reverso del dibujo de Ticio, la figura de Ticio ha sido redibujada en una representación del Cristo resucitado. En un principio se pensó que Miguel Ángel había realizado el trazado en el reverso, pero algunos estudiosos piensan ahora que el Cristo Resucitado fue completado por Cavalieri como un ejercicio de dibujo. La mano de Cavalieri ha sido más fácilmente identificable debido al descubrimiento de varios dibujos suyos, incluida una copia de la Caída de Faetón, que fue otro dibujo de presentación que le dio Miguel Ángel.
Otro aspecto de los dibujos que sugiere que eran herramientas de enseñanza es que los cuatro dibujos de presentación entregados a Cavalieri (Ticio, Ganímedes, La caída de Faetón y El soñador) tienen todos la figura principal mirando en diferentes direcciones. Por ejemplo, Ticio tiene la figura con la cabeza hacia abajo, mirando a la izquierda, mientras que la figura de El soñador tiene la cabeza hacia arriba y a la derecha. Además, la figura de Ganímedes asciende verticalmente, mientras que la de La caída de Faetón cae boca abajo. Estos cuatro dibujos en conjunto muestran el cuerpo orientado hacia los cuatro puntos cardinales y podrían haber servido para mostrar a Cavalieri cómo representar la forma masculina desnuda en diferentes posiciones básicas.

## Conclusiones
Los dibujos de presentación de Miguel Ángel para Cavalieri han sido un tema de interés entre los estudiosos por su naturaleza altamente acabada y por las implicaciones que podrían tener sobre la sexualidad de Miguel Ángel. Se ha argumentado que los dibujos son expresiones de homoerotismo y también herramientas de enseñanza para instruir a Cavalieri sobre cómo dibujar. Además, Ticio ha cobrado especial interés en este grupo por la representación de Cristo resucitado en el reverso. El propósito de esta figura en el reverso, junto con quién la dibujó, es todavía desconocido por los estudiosos y sigue siendo un misterio.